# Ricardo Patterson
Ricardo Ancell Patterson Novoa (nacido en Puerto San Julián en 1957) es un ingeniero agrónomo y político argentino de la Unión Cívica Radical. Fue diputado nacional por la provincia de Santa Cruz entre 1993-1997 y 1999-2003, volviendo a ser electo en 2011, siendo el único descendiente de malvinenses en acceder a una banca en el Congreso Nacional Argentino. Entre 2011 y 2015 se desempeñó como secretario de coordinación operativa de la Cámara de Diputados.

## Biografía
Nacido en Puerto San Julián en 1957, siendo hijo de Ancell Patterson y Liria Novoa. Sus bisabuelos habían nacido en las islas Malvinas (James Patterson y Elizabeth Fraser) y tenían estancias ovinas en Santa Cruz. Durante la guerra de las Malvinas en 1982 se encontraba estudiando ingeniería agrónoma en Buenos Aires, donde se recibió de ingeniero en producción Agropecuaria en la facultad de Ciencias Agrarias de la Universidad Católica Argentina (UCA).
Se ha desempeñado como productor agropecuario, comerciante y receptivo turístico. Inició su carrera política como presidente de la Juventud Radical santacruceña. Además fue diputado provincial en Santa Cruz.
En 1994, 1999 y 2001, en calidad de legislador y descendiente de malvinenses, acompañó a la delegación argentina ante el Comité de Descolonización de las Naciones Unidas en Nueva York en las peticiones que se realizan anualmente sobre la disputa de soberanía de las islas. En junio de 2015 volvió a participar en las Naciones Unidas junto al santacruceño Guillermo Clifton, también descendiente de malvinenses.
Fue diputado nacional por su provincia natal como parte de la Unión Cívica Radical entre 1993-1997 y entre 1999-2003. En las elecciones de 1999 se presentó como parte de la Alianza por el Trabajo, la Justicia y la Educación. Hacia 2001 se desempeñaba también como titular de la Comisión de Intereses Marítimos de la Cámara de Diputados. También se desempeñó como presidente de la Comisión de Economía de dicha Cámara.
En 1995 fue candidato a vicegobernador de Santa Cruz por la UCR, acompañando en la fórmula a Héctor Di Tullio. Las elecciones fueron ganadas por Néstor Kirchner que consiguió la reelección.
Desde 2011 se desempeña como secretario de coordinación operativa de la Cámara de Diputados, siendo ratificado en dicho cargo en diciembre de 2012, 2013 y 2014. En las primarias de las elecciones legislativas de 2011 había quedado primero en la interna de su partido con más del 28% de los votos, mientras que en las elecciones de octubre quedó en segundo lugar con casi el 20% de los votos, luego del candidato del Frente para la Victoria.
Actualmente es representante de su partido en la localidad de El Calafate.